# 第212回国会
第212回国会（だい212かいこっかい）とは、2023年（令和5年）10月20日に召集された臨時国会（臨時会）。会期は、12月13日までの55日間。

## 各党・会派の議席数
| 衆議院     | 衆議院                   | 衆議院                                                          | 衆議院 | 衆議院 |
| ---------- | ------------------------ | --------------------------------------------------------------- | ------ | ------ |
| 合計       | 合計                     | 合計                                                            | 合計   | 465    |
|            | 自由民主党・無所属の会   | 自由民主党                                                      | 261    | 262    |
| 無所属     | 自由民主党・無所属の会   | 1                                                               |        | 262    |
|            | 立憲民主党・無所属       | 立憲民主党                                                      | 94     | 96     |
| 社会民主党 | 立憲民主党・無所属       | 1                                                               |        | 96     |
| 無所属     | 立憲民主党・無所属       | 1                                                               |        | 96     |
|            | 日本維新の会             | 日本維新の会                                                    | 41     | 41     |
|            | 公明党                   | 公明党                                                          | 32     | 32     |
|            | 日本共産党               | 日本共産党                                                      | 10     | 10     |
|            | 国民民主党・無所属クラブ | 国民民主党                                                      | 7      | 7      |
|            | 有志の会                 | 無所属                                                          | 4      | 4      |
|            | 教育無償化を実現する会   | 教育無償化を実現する会                                          | 4      | 4      |
|            | れいわ新選組             | れいわ新選組                                                    | 3      | 3      |
|            | 無所属                   | 議長：額賀福志郎（自由民主党） 副議長：海江田万里（立憲民主党） | 2      | 5      |
| 無所属     | 無所属                   | 3                                                               |        | 5      |
|            | 欠員                     | 島根1区                                                         | 1      | 1      |

| 参議院                 | 参議院               | 参議院                                                      | 参議院 | 参議院 |
| ---------------------- | -------------------- | ----------------------------------------------------------- | ------ | ------ |
| 合計                   | 合計                 | 合計                                                        | 合計   | 248    |
|                        | 自由民主党           | 自由民主党                                                  | 117    | 117    |
|                        | 立憲民主・社民       | 立憲民主党                                                  | 37     | 40     |
| 社会民主党             | 立憲民主・社民       | 2                                                           |        | 40     |
| 無所属                 | 立憲民主・社民       | 1                                                           |        | 40     |
|                        | 公明党               | 公明党                                                      | 27     | 27     |
|                        | 日本維新の会         | 日本維新の会                                                | 20     | 20     |
|                        | 国民民主党・新緑風会 | 国民民主党                                                  | 10     | 12     |
| 無所属                 | 国民民主党・新緑風会 | 2                                                           |        | 12     |
|                        | 日本共産党           | 日本共産党                                                  | 11     | 11     |
|                        | れいわ新選組         | れいわ新選組                                                | 5      | 5      |
|                        | NHKから国民を守る党  | みんなでつくる党                                            | 2      | 2      |
|                        | 沖縄の風             | 無所属                                                      | 2      | 2      |
|                        | 各派に属しない議員   | 議長：尾辻秀久（自由民主党） 副議長：長浜博行（立憲民主党） | 2      | 11     |
| 参政党                 | 各派に属しない議員   | 1                                                           |        | 11     |
| 教育無償化を実現する会 | 各派に属しない議員   | 1                                                           |        | 11     |
| 無所属                 | 各派に属しない議員   | 7                                                           |        | 11     |
|                        | 欠員                 | 神奈川                                                      | 1      | 1      |

## 今国会の動き

### 召集前
- 6月22日 - 自由民主党の高野光二郎参議院議員が秘書への暴行問題の責任を取り議員辞職[5]。
- 7月18日 - 立憲民主党が徳永久志衆議院議員を除籍[6]。
- 8月5日 - 秋本真利衆議院議員が自由民主党を離党[7]。
- 8月10日 - 政治家女子48党が会派名をNHKから国民を守る党に変更[8]。
- 8月30日 - 自由民主党の島村大参議院議員が死去[9]。
- 9月7日 - 秋本真利衆議院議員が政府が進める洋上風力発電事業をめぐり日本風力開発から計約6100万円の賄賂を受け取った受託収賄の容疑で逮捕[10]。
- 9月13日 - 第2次岸田第2次改造内閣が発足[11]。
- 9月27日 - 秋本真利衆議院議員が受託収賄罪と新型コロナウイルス対策の持続化給付金200万円をだましとったとする詐欺罪で起訴[12]。
- 10月4日
  - 日本維新の会の前川清成衆議院議員が、前回の衆院選の公示前に、選挙はがきなどが入った封書を選挙区内に住む出身大学の卒業生数十人に郵送した公職選挙法違反（事前運動、法定外文書頒布）で一、二審で有罪判決を受けた責任を取り議員辞職[13]。
  - 無所属で有志の会の仁木博文衆議院議員が自由民主党に入党[14]。
- 10月10日
  - 立憲民主党の末次精一衆議院議員が衆議院長崎県第4区補欠選挙出馬のため失職[15]。
  - 鈴木宗男参議院議員が日本維新の会を離党[16]。
- 10月19日
  - 前川清成の辞職に伴い、衆議院比例近畿ブロックで日本維新の会の中嶋秀樹が繰り上げ当選[17]。
  - 末次精一の失職に伴い、衆議院比例九州ブロックで立憲民主党の屋良朝博が繰り上げ当選[17]。

### 会期中
- 10月20日 - 召集[2]。
  - この時点で、衆議院議員1人、参議院議員2人が欠員。
  - 衆議院本会議で細田博之議長の辞任を許可。後任の議長に額賀福志郎（自由民主党）を選出[18]。
  - 開会式[19]。
- 10月22日 - 統一補欠選挙。
  - 衆議院長崎県第4区補欠選挙で自由民主党の金子容三が当選[20]。
  - 参議院徳島県・高知県選挙区補欠選挙で無所属の広田一が当選[21]。
  - 参議院神奈川県選挙区では公選法の規定により、選挙を実施しなかったので、参議院は選挙後、欠員1となった。
- 10月23日 - 衆議院と参議院の本会議で、岸田文雄内閣総理大臣が所信表明演説[19]。
- 10月24日 - 代表質問1日目。
- 10月25日 - 代表質問2日目。
- 10月26日 - 代表質問3日目。
- 11月6日 - 政治家女子48党が党名をみんなでつくる党に変更。
- 11月10日 - 自由民主党の細田博之衆議院議員が死去[22]。
- 11月24日
  - 衆議院本会議で2023年度補正予算案を可決、参議院に送付。
  - 衆議院本会議で北朝鮮による衛星打ち上げを目的とする弾道ミサイル技術を使用した発射に抗議する決議案を可決。
- 11月29日
  - 参議院本会議で2023年度補正予算案を可決、成立[23]。
  - 参議院本会議で北朝鮮による衛星打ち上げを目的とする弾道ミサイル技術を使用した発射に抗議する決議案を可決。
- 12月12日 - 衆議院本会議で松野博一内閣官房長官に対する不信任決議案を反対多数で否決[24]。
- 12月13日 - 会期末[25]。
  - 参議院本会議で特定不法行為等に係る被害者の迅速かつ円滑な救済に資するための日本司法支援センターの業務の特例並びに宗教法人による財産の処分及び管理の特例に関する法律（旧統一教会被害者救済特例法）案を可決、成立。
  - 衆議院本会議で岸田内閣不信任決議案を反対多数で否決[26]。
  - 国民民主党が前原誠司、斎藤アレックス、鈴木敦の3名の衆議院議員と嘉田由紀子参議院議員を除籍[27]。
  - 前原誠司、斎藤アレックス、鈴木敦、徳永久志の4名の衆議院議員と嘉田由紀子参議院議員が教育無償化を実現する会を結党[28]。

## 審議議案一覧

### 閣法（内閣提出法律案）[29]
| 提出回次 | 番号 | 議題件名 | 審議状態 | 成立日   | 衆議院賛成会派                                                                                             | 衆議院反対会派                                                   | 備考 |
| -------- | ---- | --- | -------- | -------- | --- | ---------------------------------------------------------------- | ---- |
| 211      | 56   | 金融商品取引法等の一部を改正する法律案                                                                             | 成立     | 11月17日 | 自由民主党・無所属の会 公明党 国民民主党・無所属クラブ 有志の会                                            | 立憲民主党・無所属 日本維新の会 日本共産党 れいわ新選組          |      |
| 211      | 57   | 情報通信技術の進展等の環境変化に対応するための社債、株式等の振替に関する法律等の一部を改正する法律案               | 成立     | 11月17日 | 自由民主党・無所属の会 立憲民主党・無所属 日本維新の会 公明党 国民民主党・無所属クラブ 日本共産党 有志の会 | れいわ新選組                                                     |      |
| 212      | 1    | 一般職の職員の給与に関する法律等の一部を改正する法律案                                                             | 成立     | 11月17日 | 自由民主党・無所属の会 公明党 国民民主党・無所属クラブ                                                     | 立憲民主党・無所属 日本維新の会 日本共産党 有志の会 れいわ新選組 |      |
| 212      | 2    | 特別職の職員の給与に関する法律及び二千二十五年日本国際博覧会政府代表の設置に関する臨時措置法の一部を改正する法律案 | 成立     | 11月17日 | 自由民主党・無所属の会 公明党 国民民主党・無所属クラブ                                                     | 立憲民主党・無所属 日本維新の会 日本共産党 有志の会 れいわ新選組 |      |
| 212      | 3    | 裁判官の報酬等に関する法律の一部を改正する法律案                                                                   | 成立     | 11月17日 | 自由民主党・無所属の会 立憲民主党・無所属 公明党 国民民主党・無所属クラブ 日本共産党 有志の会              | 日本維新の会 れいわ新選組                                        |      |
| 212      | 4    | 検察官の俸給等に関する法律の一部を改正する法律案                                                                   | 成立     | 11月17日 | 自由民主党・無所属の会 立憲民主党・無所属 公明党 国民民主党・無所属クラブ 日本共産党 有志の会              | 日本維新の会 れいわ新選組                                        |      |
| 212      | 5    | 防衛省の職員の給与等に関する法律の一部を改正する法律案                                                             | 成立     | 11月17日 | 自由民主党・無所属の会 立憲民主党・無所属 日本維新の会 公明党 国民民主党・無所属クラブ 日本共産党 有志の会 | れいわ新選組                                                     |      |
| 212      | 6    | 国立研究開発法人情報通信研究機構法の一部を改正する等の法律案                                                       | 成立     | 11月17日 | 自由民主党・無所属の会 立憲民主党・無所属 日本維新の会 公明党 国民民主党・無所属クラブ 有志の会            | 日本共産党 れいわ新選組                                          |      |
| 212      | 7    | 大麻取締法及び麻薬及び向精神薬取締法の一部を改正する法律案                                                         | 成立     | 12月6日  | 自由民主党・無所属の会 立憲民主党・無所属 日本維新の会 公明党 国民民主党・無所属クラブ 有志の会            | 日本共産党 れいわ新選組                                          |      |
| 212      | 8    | 官報の発行に関する法律案                                                                                           | 成立     | 12月6日  | 自由民主党・無所属の会 立憲民主党・無所属 日本維新の会 公明党 国民民主党・無所属クラブ 有志の会            | 日本共産党 れいわ新選組                                          |      |
| 212      | 9    | 官報の発行に関する法律の施行に伴う関係法律の整備に関する法律案                                                     | 成立     | 12月6日  | 自由民主党・無所属の会 立憲民主党・無所属 日本維新の会 公明党 国民民主党・無所属クラブ 有志の会            | 日本共産党 れいわ新選組                                          |      |
| 212      | 10   | 国立大学法人法の一部を改正する法律案                                                                               | 成立     | 12月6日  | 自由民主党・無所属の会 日本維新の会 公明党 国民民主党・無所属クラブ                                        | 立憲民主党・無所属 日本共産党 有志の会 れいわ新選組              |      |
| 212      | 11   | 地方交付税法及び特別会計に関する法律の一部を改正する法律案                                                         | 成立     | 11月29日 | 自由民主党・無所属の会 立憲民主党・無所属 日本維新の会 公明党 国民民主党・無所属クラブ 有志の会            | 日本共産党 れいわ新選組                                          |      |
| 212      | 12   | 国立研究開発法人宇宙航空研究開発機構法の一部を改正する法律案                                                       | 成立     | 11月29日 | 自由民主党・無所属の会 日本維新の会 公明党 国民民主党・無所属クラブ                                        | 立憲民主党・無所属 日本共産党 有志の会 れいわ新選組              |      |